# Fiberriktning
Fiberriktningen är den riktning i vilken de flesta fibrerna i ett pappersark eller i ett trästycke ligger orienterade. 

## Papper
Fiberriktningen uppstår i pappersframställningsprocessen, då de flesta fibrer lägger sig längs med pappersmaskinens banriktning.
Fiberriktningen påverkar papprets böjbarhet och dess förmåga att passera genom tryckmaskiner: Pappret är styvare i fiberriktningen, varför fiberriktningen bör ligga längs med ryggen i en trycksak.
Vid falsning, då falsen löper tvärs över fiberriktningen, kan lätt sprickor i pappret uppstå. För att minska problemet kan pappret bigas, antingen för hand eller i en särskild bigmaskin.